# Scăriță (fotbal)
Scărița, cunoscută și sub numele de lob, este un șut în care mingea este lovită de dedesubt cu precizie, dar cu o forță mai mică decât cea maximă, pentru a o lansa în aer, fie pentru a o trece pe deasupra capetelor adversarilor, fie pentru a înscrie un gol pe deasupra portarului. Scărițele au de obicei efect înapoi (backspin), altfel sunt considerate lob.
În general, lobul presupune ca jucătorul să lovească mingea cu partea din față a piciorului, folosind degetul mare de la picior pentru a ridica mingea în aer. Folosit mai ales pentru a înscrie, lobul se concentrează pe ridicarea mingii la o anumită înălțime verticală, unde portarul nu o poate atinge, iar apoi mingea să coboare din nou în poartă. Este nevoie de o anumită cantitate de tehnică și precizie pentru a o realiza, iar jucători precum Carlos Vela, Raúl González, Cristiano Ronaldo, Radamel Falcao, Ronaldinho, Roberto Baggio, Romário, Francesco Totti, Alessandro Del Piero și Lionel Messi au făcut din ea mișcări caracteristice.
Atunci când o scăriță este folosită de un jucător la executarea unei lovituri de pedeapsă, aceasta se numește panenka, după numele fotbalistului ceh Antonín Panenka, care a marcat în acest mod celebrul penalti câștigător la loviturile de departajare din finala Campionatului European de Fotbal 1976, când l-a învins pe portarul vest-german Sepp Maier și a câștigat titlul pentru echipa națională a Cehoslovaciei. Rabona poate fi, de asemenea, considerată o scăriță dacă are același arc și același backspin ca scărița.